# Eckbert
Eckbert ist ein männlicher Vorname.

## Herkunft und Bedeutung
Der Name setzt sich aus den althochdeutschen Wörtern ekka ‚(Schwert-) Ecke, Schneide‘ und  beraht ,glänzend‘ zusammen und bedeutet somit ‚Der Schwertglänzende‘.

## Varianten
- Ekbert
- Egbert
- Ecgbert

## Namenstag
- 24. April: Ecgberht of Ripon († 729)
- 25. November: Ekkebert von Münsterschwarzach (* um 1010 in Deutschland † 1076 (oder 1077) in Münsterschwarzach in Bayern), 1. Abt des Klosters Münchenschwarzach, siehe auch: Liste der Äbte von Münsterschwarzach

## Bekannte Namensträger

### Ecgberht
- Ecgberht I. von Kent (um 664–673)
- Ecgberht II. von Kent (um 764–784)
- Ecgberht I. von Northumbria († 873)
- Ecgberht II. von Northumbria (um 876–878 bzw. 883)

### Eckbert
- Eckbert von Bohlen und Halbach (1922–1945)
- Eckbert von Schönau († 1184), Abt des Klosters Schönau
- Eckbert Schulz-Schomburgk (1921–2016), deutscher Agrikulturchemiker

### Ekbert
- Ekbert (Sachsen) (um 756–nach 811), fränkischer Großer
- Ekbert (Wetigau) († vor 932), sächsischer Graf
- Ekbert vom Ambergau (um 932–994), Graf
- Ekbert I. (Meißen) († 1068), Markgraf
- Ekbert II. (Meißen) († 1090), Markgraf
- Ekbert I. (Tecklenburg) († um 1150), Graf
- Ekbert von Andechs-Meranien, Bischof von Bamberg (seit 1203), * nach 1173; † 1237

- Ekbert Hering (* 1943), deutscher Physiker und Wirtschaftswissenschaftler

## Fiktionale Figuren
- Der blonde Eckbert, Protagonist des gleichnamigen Kunstmärchens von Tieck

## Verwandte Familiennamen
Aus dem Vornamen Eckbert / Egbert sind Familiennamen wie Egbers, Egbert, Egberts gebildet worden.